# 메르카토르 도법

메르카토르도법으로 그린 세계지도. 메르카토르 도법으로 그린 지도에서는 항정선이 직선으로 나타난다. 항해용 지도에 주로 쓰인다.

메르카토르 도법(Mercator projection) 또는 점장도법은 1569년 네덜란드의 게르하르두스 메르카토르가 발표한 지도 투영법으로서 벽지도에 많이 사용하는 대표적 도법이다. 원통중심도법과 원통정적도법을 절충한 이 도법은, 경선의 간격은 고정되어 있으나 위선의 간격을 조절하여 각도관계가 정확하도록(정각 도법) 되어 있다. 따라서 적도에서 멀어질수록 축척 및 면적이 크게 확대되기 때문에 위도 80' ~ 85' 이상의 지역에 대해선 사용하지 않는다. 이 도법의 가장 큰 특징은 지도 상 임의의 두 지점을 직선으로 연결하면 항정선과 같아진다는 것이다. 따라서 항해용 지도로 많이 사용해 왔다. 또 방향이나 각도 관계가 정확하므로 해류나 풍향 등을 나타내는 지도에도 많이 사용한다.

## 공식
구를 기준으로 할 때 위도 φ인 지역은 sec(φ)배 확대해야 정각성을 유지하게 된다. 따라서 반지름 R, 중앙 경선을 λ0으로 둘때 경도 λ, 위도 φ인 지점은 메르카토르 도법에서 아래와 같은 위치로 옮겨진다.
{\displaystyle {\begin{aligned}x&=R(\lambda -\lambda _{0}),\qquad \\y&=R\log \left[\tan \left({\frac {\pi }{4}}+{\frac {\phi }{2}}\right)\right].\end{aligned}}}

## 수학적 특성

### 역변환
역변환의 방정식은 다음과 같다.
{\displaystyle \lambda =\lambda _{0}+{\frac {x}{R}},\phi =\arcsin(\tanh({\frac {y}{R}}))}

### 절사
앞서 언급했듯, 이 도법은 대개 남북위 {\displaystyle 85^{\circ }} 가량에서 절사하여 사용한다. 이는 양 극으로 갈수록 지도상의 거리가 무한대로 발산하여 유한한 공간 안에 모두 담을 수 없는 도법의 특성상 절사하여 사용할 수밖에 없는데, 종횡비가 1:1이 되게 하는 값이 {\displaystyle 85^{\circ }} 정도이기 때문이다.
원통도법에서 가로의 길이는 물론 지구 둘레와 같은 {\displaystyle 2\pi R}이다. 여기서 종횡비가 1:1이 되게 하려면 {\displaystyle y=-\pi R}부터 {\displaystyle y=\pi R}까지 끊으면 되므로, 위의 역변환 식에 {\displaystyle y=\pi R}을 대입하면, {\displaystyle \phi =\arcsin(\tanh(\pi ))\approx 1.484422}가 된다. 이를 육십분법으로 환산하면 {\displaystyle 85^{\circ }3'4''} 정도가 된다.

## 같이 보기
- 횡축 메르카토르 도법
- 사축 메르카토르 도법